# Ларишев, Геннадий Иванович
Геннадий Иванович Ларишев (1929—2008) — советский и российский художник декоративно-прикладного искусства, специалист по Федоскинской лаковой миниатюре. Член СХ СССР (1967). Лауреат Государственной премии РСФСР имени И. Е. Репина (1987). Заслуженный художник РСФСР (1979). Народный художник РСФСР (1985).

## Биография
Родился 20 декабря 1929 года в городе Москва.
С 1945 по 1949 годы обучался в Федоскинской школе миниатюрной живописи. С 1949 по 1954 годы обучался на художественно-графическом факультете Московского полиграфического института, в институте его учителями были А. Д. Гончаров и П. Г. Захаров. С 1953 года художник федоскинской лаковой миниатюры на Федоскинской фабрики миниатюрной живописи в селе Федоскино, Московской области.
С 1953 года Г. И. Ларишев был постоянным участником областных, республиканских, всесоюзных и зарубежных художественных выставок по декоративно-прикладному искусству. Республиканские выставки: в 1957 году — «I съезд художников», 1960 год — «выставка-смотр народных промыслов РСФСР», 1960, 1965, 1968, 1970, 1975, 1980, 1985 и 1991 годы — «Советская Россия», 1980 и 1990 годы — «Памятники Отечества», 1981, 1983 и 1987 годы — «По родной стране», 1987 год — «Художник и время». Всесоюзные выставки: 1957 год — «40 лет Советской власти», 1978 год — «Молодая гвардия Страны Советов», 1983 год — «Художники — народу», 1984 год — «Земля и люди», 1984 год — «Федоскино-Жостово», 1985 год — «Мир отстояли, мир сохраним», 1986 год — посвященная 800—летию создания «Слова о полку Игореве», 1988 год — «Народные промыслы». Всероссийские выставки: 1997 год — «Художники России — Москве», 1999 год — «Россия», 2001 год — «Имени Твоему». Г. И. Ларишев участник международных выставок: в 1955 году в Югославии и Австрии, в 1956 году в Германии, в 1959 году в Бельгии.
Г. И. Ларишев был автором более 250 произведений федоскинской лаковой живописи, среди его работ: «БАМ», «Скачки», «Велосипедисты», «Первый трактор», «Смена», «Лампочка Ильича», «Василиса Прекрасная», «Три девицы», «От сказки к были», «Космос», «Подарок луне», «Юные космонавты», «Новый город», «Комсомолия», «Молодые хозяева». Работы Г. И. Ларишева находятся во многих музеях и частных коллекциях России и за рубежом.
С 1967 года Г. И. Ларишев являлся членом Союза художников СССР. С 1980 по 2000 годы Г. И. Ларишев был секретарём Правления Союза художников России.
В 1979 году Указом Президиума Верховного Совета РСФСР Г. И. Ларишеву было присвоено почётное звание Заслуженный художник РСФСР, в 1985 году — Народный художник РСФСР.
В 1987 году «за произведения федоскинской лаковой миниатюры, созданных с 1984 по 1986 годы» Г. И. Ларишев был удостоен Государственной премии РСФСР имени И. Е. Репина.
В 1995 году Г. И. Ларишев был удостоен Серебряной медали Российской академии художеств.

## Награды

### Звания
- Народный художник РСФСР (1985 — «за большие заслуги в области искусства»)
- Заслуженный художник РСФСР (1979)

### Премии
- Государственная премия РСФСР имени И. Е. Репина (1987 — «за произведения федоскинской лаковой миниатюры, созданные с 1984 по 1986 годы»)

### Другие награды
- Серебряная медаль Академии художеств СССР (1995)
- Золотая медаль ВДНХ